# Trillà
Trillà (l'endònim occità és Trilhan i el topònim oficial en francès, Trilla) és un municipi de la comarca de la Fenolleda, al departament dels Pirineus Orientals.

## El poble
El petit poble de Trillà es troba a 412 m d'altitud, al centre del terme, prop del rec de La Lhèbre, que s'uneix a l'Adasig prop de la seva confluència amb l'Aglí. És format per un escàs nombre de cases presidides per l'església parroquial, avui dedicada a Santa Maria, amb façana molt simple i campanaret d'espadanya.
Hi ha dos dòlmens coneguts en el territori de Trillà, un força ben conservat i molt espectacular, al lloc dit Taupèls, a l'extrem NE del terme (prop del límit amb Ansinyà), i l'altre al lloc dit Los Apostadors.

## El terme
El terme municipal de Trillà, de 8,96 km² d'extensió, s'estén a la dreta de l'Aglí, prop de la seva confluència amb l'Adasig. Comprèn el poble de Trillà, únic nucli de població del municipi i limita amb eles termes d'Ansinyà (N), Caramany (E), Trevillac (S), Pesillà de Conflent (W) i Felluns (NW). Una carretera local el comunica amb la D-619, de Sant Pau de Fenollet a Prada (que passa per Ansinyà), i amb Trevillac.

## El territori
Un petit sector de l'Adasig marca el límit NW del terme, i un altre petit sector de l'Aglí, el NE, i les alçades màximes se situen a migdia (804 m entre el coll de Sant Joan i el serrat d'Espinet) a la cresta del sinclinal enlairat de Boissavila, que separa les aigües de l'Aglí de la Tet. Pel seu gran vessant, cobert d'alzines i roures a la part més alta i a l'obac (La Devesa, La Font del Llop, La Comba Negra) baixen petits torrents tributaris de l'Adasig i de l'Aglí, Els lloms més o menys planers del sector septentrional són dins els granits del massís de l'Aglí, amb boscs i bosquines d'alzines cap a l'est i cap a les valls encaixades i vinyer als replans propers al poble i al Rocatàs.

## L'agricultura
La superfície agrícola es limita a 131 ha (en una dotzena d'explotacions) destinades bàsicament a la vinya (128 ha, de les quals poc més d'un centenar tenen denominació d'origen controlada i una vintena i escacs d'altres vins); hi ha molt petites extensions d'hortalisses, arbres fruiters i farratges i el cens ramader és nul. Com a la majoria de pobles d'aquestes comarques, hi ha una petita cooperativa amb menys de 8.000 hl de capacitat.

## Història
La butlla del papa Sergi IV a favor de Sant Miquel de Cuixà del 1011 menciona, entre les possessions del monestir, l'alou de Triliano com a dependència de l'església de Santa Felicitat de Sornià, que també depenia de Cuixà. Una família senyorial dita de Trillà és esmentada des del segle xii (Aranau Guillem de Trilano´, vassall d'Ermengol de So per unes oliveres i un molí a Centernac el 1137). Un dels seus membres, Bertran de Trillà, fou prior de Santa Maria de Marcèvol des del 1265 a la seva mort el 1282 i el seu epitafi en versos lleonins es llegeix encar a l'esquerra de la porta d'entrada de l'església prioral. un altre, Bertran de Trillà, probablement nebot del precedent, era sagristà al mateix monestir el 1282 i potser es tracta del mateix personatge, el Bernat que fou prior des del 1297 fins als voltants de 1306/08. El monestir de Sant Martí de Canigó, segons butlla d'Papa Alexandre III del 10 de juny de 1163, posseïa alous in parrochia Sanctae Columbae de Triliano.

## Geografia

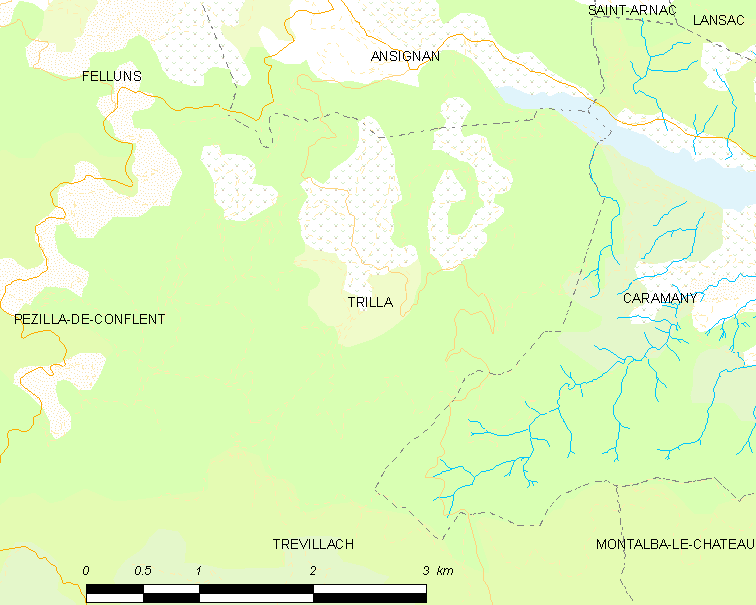
Mapa de la comuna de Trillà

## Administració i política

### Alcaldes
| Alcalde               | Període     |
| --------------------- | ----------- |
|                       |             |
| Jean-Baptiste Chambeu | 1940 - 1947 |
| Martin Raynaud        | 1947 - 1977 |
| Raymond Palmade       | 1977 - 2001 |
| Didier Fourcade       | 2001 -      |

## Demografia
El 1367 el lloc tenia 10 focs. el 1743 havia passat a 75 habitants i el 1789 hom censava 25 focs. La població es mantingué baixa, sempre per sota dels 200 h (160 h el 1834, 174 el 1861, 125 el 1896) al llarg del segle xix i el XX, el retrocés fou considerable fins al 1990 (51 h), any en què marca la més baixa estabilitat, fins a arribar el 2015 amb 72 h. (vegeu gràfic).

Població 1962-2008